# Watauineiwa
Watauineiwa är en gudomlig fadersgestalt i mytologin hos befolkningen i södra Anderna i Chile som sägs vara den som infört den sociala ordningen i samhället.